# Національний парк «Місячні кратери»
Національний парк «Місячні кратери» — національний парк в штаті Айдахо, США. Являє собою територію, де добре збереглися магматичні траппи, які за формою нагадують місячний ландшафт. Пам'ятник взято під охорону держави 2 травня 1924 р.
Площа парку — понад 2890 км² і включає три чорних лавових поля. «Місячні кратери» виникли понад 200 років тому в результаті виверження вулкану.